# Cattedrale di San Zeno
Il duomo di Pistoia, pure noto col nome di cattedrale di San Zeno, è il principale luogo di culto cattolico di Pistoia, sede vescovile dell'omonima diocesi.
Secondo la tradizione, inizialmente la cattedrale era intitolata a san Martino, fu sotto la dominazione longobarda che fu poi intitolata a san Zeno. La cattedrale presenta una facciata in stile romanico sul modello di altre chiese presenti nella città costruite alla stessa epoca (San Bartolomeo e Sant'Andrea). Sulle due estremità della cuspide della facciata sono poste le due statue marmoree dei santi patroni, san Zeno e san Jacopo, un tempo collocate nel loggiato.
L'edificio, con campanile e battistero, ha interno a tre navate con presbiterio rialzato e cripta, ed è stato costruito probabilmente nel X secolo. Nel corso del tempo ha subìto diversi rimaneggiamenti ed è stato riportato alle forme primitive da un restauro avvenuto tra il 1952 e il 1966, completato nel 1999.
Nel dicembre del 1965 papa Paolo VI l'ha elevata alla dignità di basilica minore.

## Storia

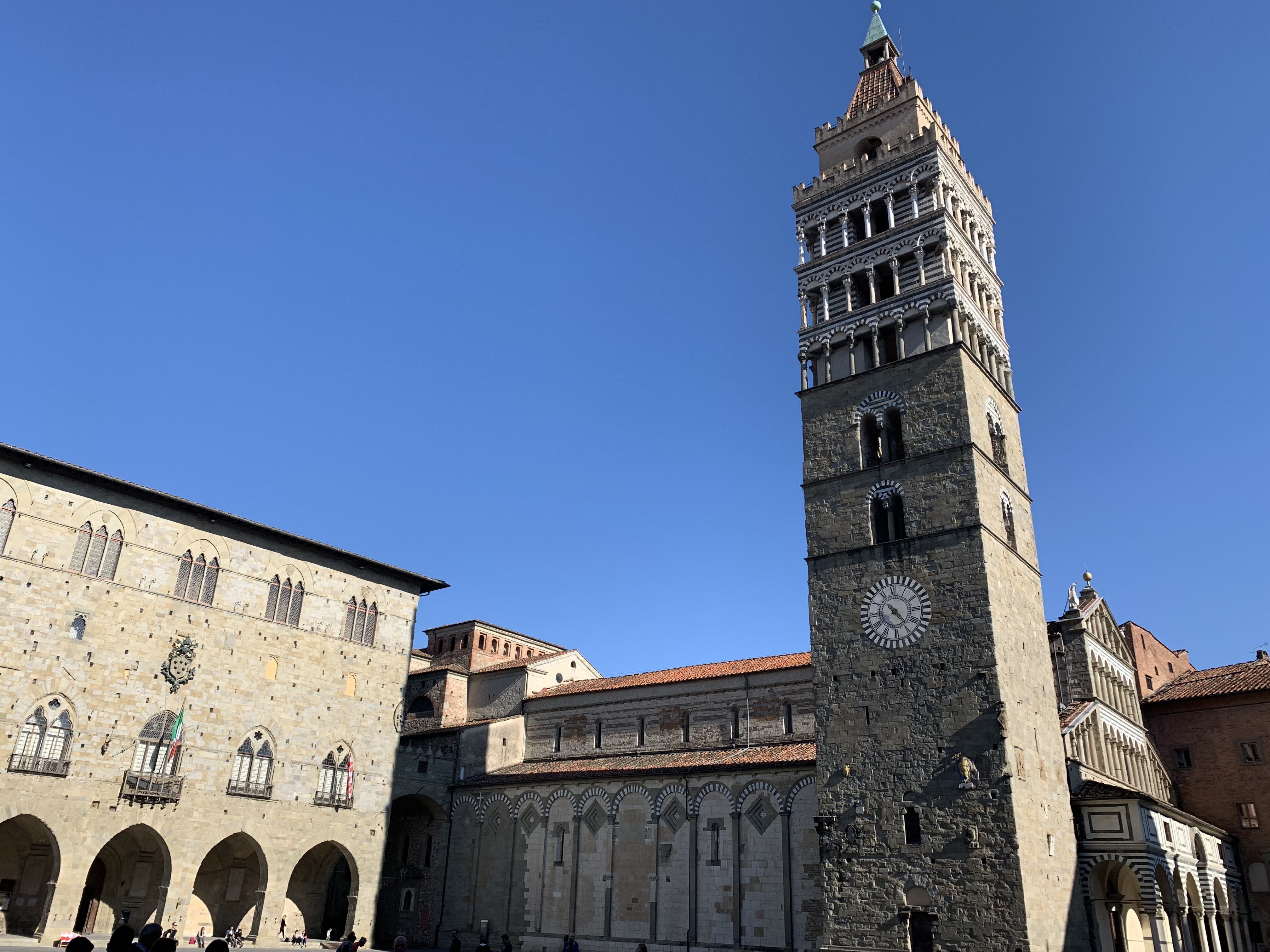
Il campanile della cattedrale accanto alla facciata

È possibile che già dal V secolo esistesse una chiesa cattedrale (di dimensioni minori) a Pistoia. Già all'epoca, infatti, la città aveva un proprio vescovo. Tuttavia non si sa ancora quale fosse la sua ubicazione, se nello stesso luogo dell'attuale o sul luogo ove ora sorge la pieve di Sant'Andrea, oppure nella zona in cui venne edificato il complesso monastico di San Pier Maggiore (Memoreto), in considerazione della consuetudine di costruire la cattedrale in prossimità del cimitero (memoretum).
La prima attestazione scritta della cattedrale risale al 923, quando in un atto notarile del conte Cunerad di Teudicio venne citata una «Ecclesia SS.Zenonis, Rufinis et Felicis». Nel 998 inoltre un diploma di Ottone III citò un edificio paleocristiano situato tra la via "regia" (cioè tra piazza del Duomo, via Stracceria e via degli Orafi) e la torre di guardia. Nel 1108 la chiesa fu danneggiata da un incendio e probabilmente ricostruita nei primi decenni del XII secolo. Risale al 1145 infatti la consacrazione dell'altare dedicato a san Jacopo da parte del vescovo Atto.
Nel 1202 un altro incendio danneggiò la cattedrale. Tra il 1274 e il 1275 le navate laterali furono coperte da volte (il che fa pensare che prima dovessero avere una copertura a capriate lignee). Nel 1298 l'edificio subì alcuni danni dovuti ad un terremoto e nel 1336 circa venne sistemata sulla facciata la statua di San Zeno vescovo, opera di Jacopo di Mazzeo.
Tra il 1379 e il 1449 la facciata fu rimaneggiata con l'aggiunta di tre ordini di logge e di un portico; nel 1504 ad Andrea della Robbia fu commissionata la decorazione dell'archivolto, a festone vegetale con al centro lo stemma dell'Opera di San Jacopo, e quella a lacunari di color azzurro con rosoni dorati che rivestono la volta centrale del portico, nonché la lunetta a bassorilievo sulla porta centrale raffigurante la Madonna col Bambino e Angeli, opere che egli portò a termine nel 1505.
Tra il 1598 e il 1614 il presbiterio medievale fu demolito, le cappelle poste in testa alle navate laterali vennero modificate e al posto della primitiva abside fu costruita una tribuna barocca sormontata da cupola su progetto di Jacopo Lafri; la navata centrale fu coperta da nuove volte a crociera. Si procedette inoltre alla decorazione del soffitto della tribuna e furono eseguiti i dipinti su tavola sulle pareti della tribuna e nella cappella maggiore. Nel 1721 fu posta in facciata la statua di San Jacopo, opera di Andrea Vaccà e nel 1786 la cappella di San Jacopo fu demolita.
Tra il 1834 e il 1837 il presbiterio fu trasformato secondo il nuovo gusto neoclassico da Giovanni Gambini. Tra il 1952 e il 1966 la Soprintendenza ai Monumenti mise in atto un restauro dell'edificio rimuovendo le 5 grandi volte a crociera della navata centrale (risalenti al 1657), che nascondevano il tetto ligneo policromo del 1338, e gli intonaci ottocenteschi in gesso aggiunti nel 1838-1839 dal Gambini. Si presume che durante la rimozione di quegli intonaci sia stato distrutto un pregevole ciclo di affreschi di cui rimangono ancora vaghe tracce. Furono chiuse le finestre seicentesche e ripristinate le monofore e le bifore medioevali. Nel 1997-2000 è stato realizzato il restauro del campanile.

## Interno

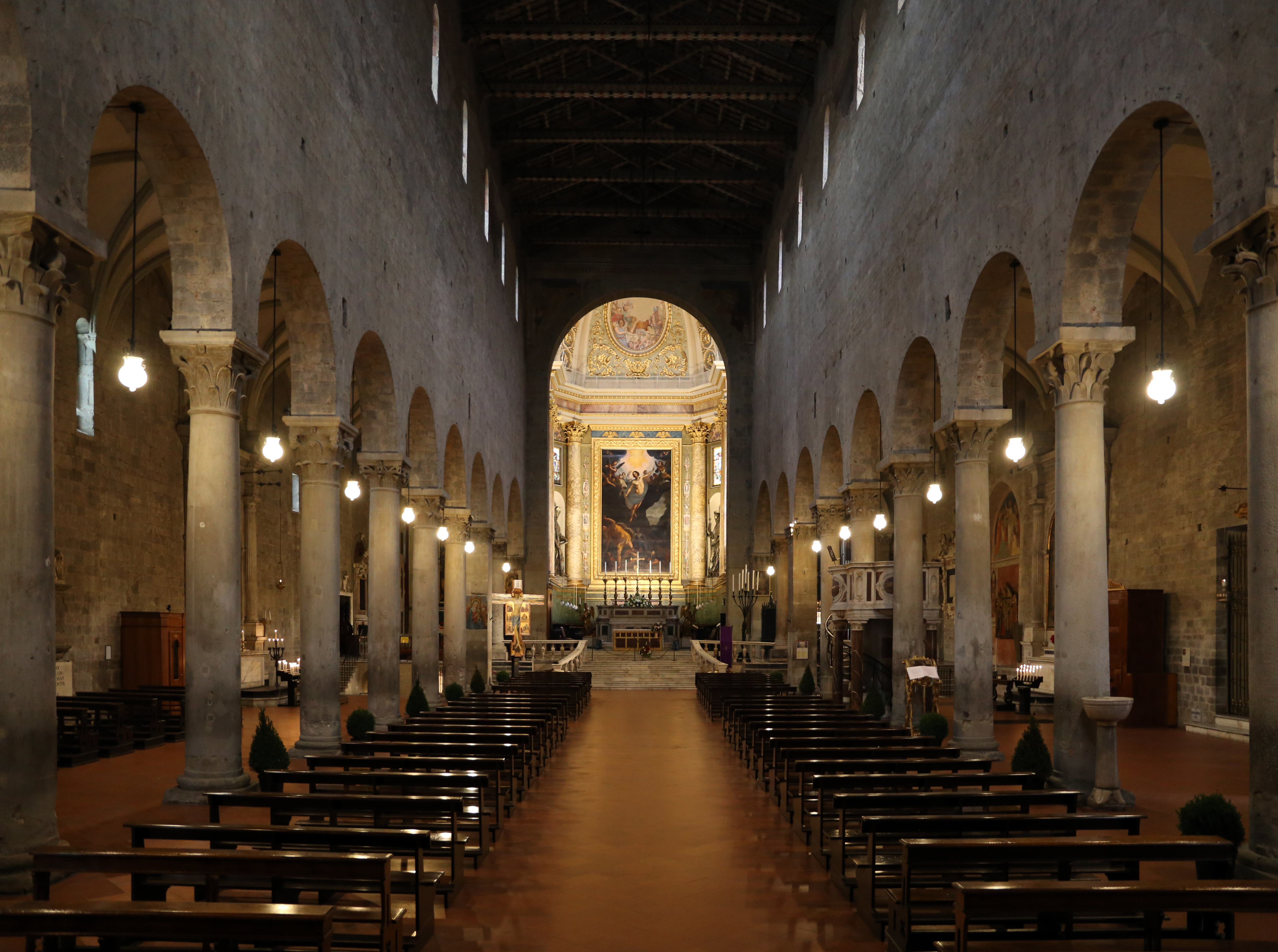
L'interno

La cattedrale ha il piano del presbiterio rialzato sopra la cripta e tre navate suddivise da file di colonne longitudinarie, con copertura a capriate in legno nella navata centrale e a volta in quelle laterali.
La navata destra originariamente era occupata dalla Cappella di san Jacopo, eretta dal vescovo Atto alla metà del XII secolo per depositarvi la reliquia di san Giacomo portata da Santiago di Compostela. In origine la cappella, che oggi non esiste più, custodiva l'altare d'argento, oggi spostato nella Cappella del Crocifisso.

### Cappella del Santissimo Sacramento o di San Donato qui detta anche di San Felice
La cappella ospita il tabernacolo del Santissimo Sacramento ma fu fondata dal vescovo Donato de' Medici nel 1440 circa e realizzata a sue spese al fine di dare un opportuno riparo all'immagine miracolosa della Madonna detta "delle Porrine" originariamente posta all'esterno. All'ingresso dell'ambiente è posta la lastra tombale marmorea del vescovo Donato de' Medici (1475), attribuita ad Antonio Rossellino. La cappella prende anche il nome di San Donato dal dipinto di Lorenzo di Credi Madonna in trono fra i santi Giovanni Battista e Donato (1474-1486), posto sulla parete destra ma in origine pala dell'altare rivolto verso la piazza. Il dipinto su tavola era stato in origine commissionato ad Andrea del Verrocchio dagli esecutori testamentari di Donato de' Medici. L'opera, lasciata incompiuta dal Verrocchio, venne portata a termine dal suo allievo Lorenzo di Credi. Il vescovo a lato della Madonna è stato identificato anche come san Zeno.
La cappella fu inglobata nella Cattedrale nel 1591 per volontà della famiglia Pappagalli che ne rilevò il patronato e fu ristrutturata tra 1594 e 1596 su disegno di Jacopo Lafri. In quell'occasione fu innalzato anche l'altare verso la navata della chiesa che reca la tela coeva con l'Assunzione della Vergine di Giovan Battista Paggi, databile quindi tra 1591 e 1596. Sotto l'altare è una statua marmorea giacente di San Felice prete pistoiese, opera scolpita negli stessi anni da Raffaello Petrucci detto il Sordo.

### Cappella di Sant'Atto
La cappella ospita l'urna di sant'Atto (1952) di Cleto Lapi. Il gradino d'argento su cui è posta l'urna, datato 1855, fu realizzato da Silvestro Mariotti da Pontedera. Sopra l'urna è il dipinto i Santi Baronto e Desiderio di Mattia Preti, proveniente dal distrutto altare Foresi Benesperi, la cappella e detta anche di città perché fu realizzata con le elemosine raccolte tra la popolazione dopo la peste del 1630. Per questo altare fu eseguita una tela con la Vergine e i Santi protettori di Pistoia che intercedono per la città e il contado il Redentore. La tela fu dipinta a Roma da Giacinto Gimignani, rimossa nel 1787 fu portata nella chiesa di San Francesco. Nel 1787 vi fu rimontato l'altare d'argento di San Jacopo, che vi rimase fino al 1940 ca. La cancellata in ferro battuto che chiude la cappella, risale alla fine del XVIII secolo. Sulle pareti due grandi affreschi, Mosè che riceve le tavole della legge, di Luigi Sabatelli 1845 e la Deposizione di Cristo di Giuseppe Bezzuoli 1848. La cupola reca affreschi dell'Ulivelli e del Vannucci. L'altare attuale su cui è deposta l'urna di San Atto è opera di Andrea Vaccà e proviene dalla chiesa monastica di Santa Maria degli Angeli. 

### Cappella del Crocifisso

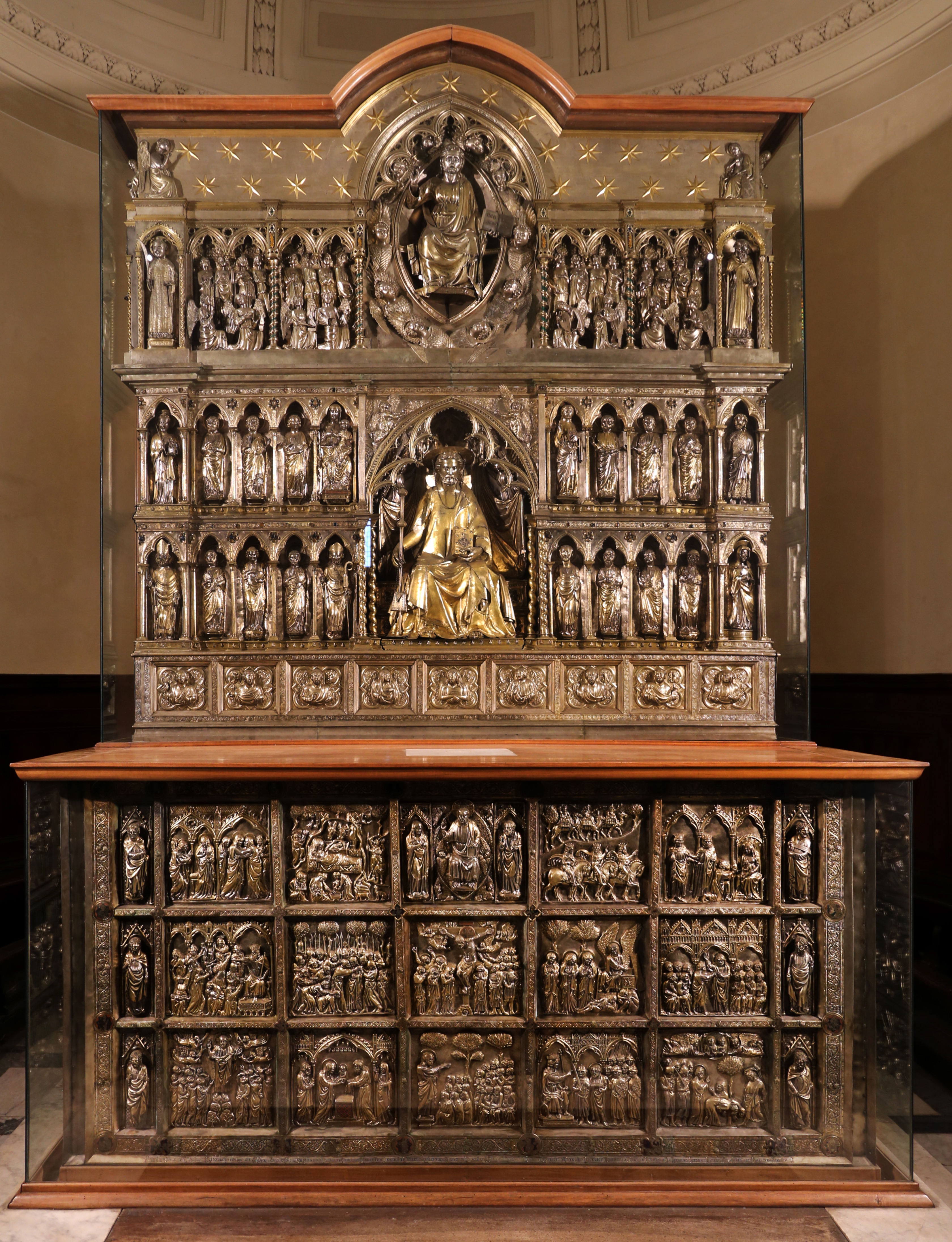
L'altare di San Jacopo

La cappella del Crocifisso contiene l'altare di san Jacopo, in lamina d'argento a sbalzo, che era in origine posto nella cappella omonima situata nelle prime due campate della navata destra. Dopo la demolizione della cappella di San Jacopo, nel 1785 per ordine del vescovo Scipione de' Ricci, venne trasferito nella cappella di San Rocco e quindi, dal 1953, in questa cappella. Capolavoro dell'oreficeria medievale italiana, l'altare, eseguito da una dozzina di maestri tra il 1287 e il 1450 circa, è composto da un dossale, decorato e una paliotto, entrambi decorati su tre lati.
Nel 1400-1401 vi lavorò la bottega di Lunardo di Mazzeo e Piero di Giovanni da Pistoia, tra cui c'era il giovane Filippo Brunelleschi che scolpì, si pensa, un lato del dossale con due santi (Sant'Agostino e Evangelista seduto) e due mezzi busti di Profeti (Geremia e forse Isaia).

### Cappella del Giudizio Universale
La cappella contiene frammenti di un affresco che rappresenta il Giudizio Universale dovuto a Giovanni da Ponte (1420-1425) sul parete frontale, e frammenti di un affresco dantesco sul parete laterale.

### Cripta
La cripta al di sotto del presbiterio esisteva già all'interno dell'edificio romanico. Originariamente era scandita da una serie di colonne e aveva tre absidi. Con la costruzione della tribuna tardo manierista il vano centrale fu distrutto e quelli laterali interrati e adibiti a sepolcreti. L'interno della criptata attuale fu progettata e costruita dall'architetto Jacopo Lafri, come la sovrastate tribuna, l'ambiente seminterrato che si regge su sei colonne in macigno con relative paraste sempre in macigno, che dividono lo spazio in tre navate. La copertura e in volta a vela, mentre l'altare e sistemato in una scarsella profilata in pietra, nei vuoti delle pareti e nel soffitto vi sono degli affreschi realizzati da Alessio Giminiani nei primi del XVII secolo, gli affreschi molto compromessi dall'umidità rappresentavano scene della Passione di Cristo. L'altare ospitava la tela di Filippo Torchiani con la deposizione dalla croce, venne rimosso per causa della forte umidità dell'ambiente e ora è conservato nelle stanze della canonica del duomo, fu sostituito da una cornice centinato e una nicchia semicircolare che ora ospita un crocefisso del XVIII secolo. Ai lati di questa scarsella vi sono due nicchie con cornici in pietra tardò manieriste che ora ospitano due statue moderne di scarso valore. L'ambiente prede luce da due finestroni, che si trovano in due pseudo cappelle, in corrispondenza dei due gradini finestroni che illuminano la soprastante tribuna. Le patatine della criptata ospitando delle grandi cartelle marmoree dei vescovi che ressero la diocesi di Pistoia e Prato tra la fine del XVIII e il XIX secolo. Si accedeva alla cripta dalla monumentale scalea che dal presbiterio scendeva a ferro di cavallo fino alla cripta, purtroppo modificata chiudendo gli accessi e demolendo la balaustra sempre progettato dal Lafri e donata dal proposto Panciatichi, i pilastrini erano realizzati in marmo e riportavano lo stemma del donatore in marmi policromi, mentre i balaustrini erano in marmo cipollino. L'attuale accesso dalle cripte laterali ricoperte negli anni 60 del XX secolo. Le due cripte laterali erano statue modificate e semi distrutte nel 1599 e quella davati alla cappella del Sacramento (antico sacello del vescovo Donato de Medici), era stata adibita a sepolcreto della famigliare Pappagalli che nel 1600 era diventata patrona della cappella, ciò comporto la totale perdita delle volte, che dopo il restauro fu sostituita da un soffitto a lacunari in cemento armato, rimasero i tronconi delle colonne che reggevano la volta e dividevano labiete in tre navatine. Durate lo scavo archeologico dell'ambiente vennero alla luce due caitello in marmo di forma cubica finemente intagliato, e la tomba del vescovo Gerardo Gerardi, (1676 - 1690) in corrispondenza del suo superiore monumento in marmo e mamo policromo, opera del carrarese Andrea Vaccà e commissionato dall'arcivescovo di Pisa, Francesco Frosini e in precedenza vescovo di Pistoia e Prato (1700 - 1702).
Durante il restauro degli anni Sessanta sono stati ritrovati due capitelli già menzionati, dei frammenti di affreschi del XII secolo, le fondamenta dell'abside meridionale del coro romanico, vi sono state sistemati due plutei marmorei provenienti dall'antioco pulpito della fine del XII secolo smembrato sul finire del XVI secolo, i plutei furono trovati rimuovendo il pavimento marmoreo della navata centrale del duomo, dove erano state riutilizzare come pavimento rigirandole.

### Controfacciata
Sulla controfacciata della cattedrale, a destra dell'ingresso centrale, vi è l'arca di sant'Atto, con tre bassorilievi in marmo eseguiti nel 1337 dalla bottega di Giovanni di Agostino da Siena (Sant'Atto benedicente fra due angeli; Pellegrini che ricevono a Compostella le reliquie di san Jacopo; Pellegrini che consegnano le reliquie di san Jacopo a sant'Atto). L'edicola, la lapide, l'iscrizione in latino e il paliotto di marmi e madreperla sono invece opera di Leonardo Marcacci realizzati all'inizio del XVIIesimo secolo.
Nel 1337 il corpo di sant'Atto fu rinvenuto nella chiesa di San Giovanni in Corte e venne traslato nell'arca, dove rimase dal 1337 al 1786 per essere poi trasferito nella cappella alla destra dell'altare maggiore.
A sinistra dell'ingresso centrale è posto il fonte battesimale di Andrea Ferrucci da Fiesole e Jacopo del Mazza su disegno di Benedetto da Maiano. L'opera, del 1497, è circondata da un'edicola al cui interno è scolpito il Battesimo di Cristo. Ai lati si trovano la Nascita di san Giovanni Battista, Predicazione nel deserto, Danza di Salomè e Decollazione.
Sopra l'ingresso centrale è l'affresco della lunetta del portale che rappresenta San Zeno, di autore ignoto del XIII secolo; vicino all'ingresso laterale destro sono presenti affreschi con figure di Virtù (1347) di Bonaccorso di Cino e presso l'ingresso laterale sinistro è collocata la tomba del vescovo Baronto Ricciardi, di autore ignoto del XIV secolo.

### Navate

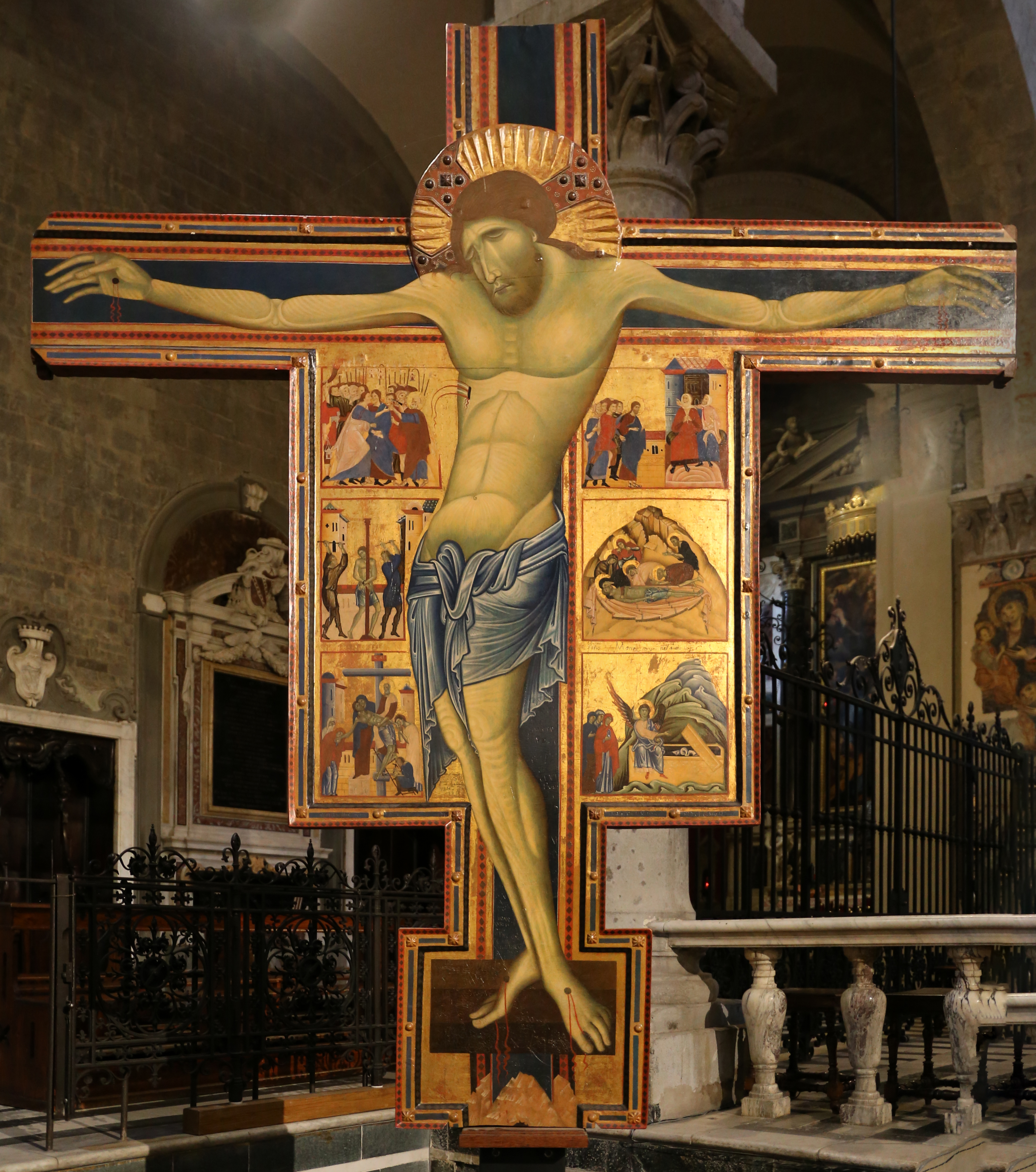
Il Crocifisso di Coppo di Marcovaldo

Nella navata destra della cattedrale sono presenti le seguenti opere:
- Trittico con Crocifissione tra la Madonna, san Giovanni ed i santi Jacopo e Girolamo (1424) di autore ignoto
- Copia dell'Annunciazione della Santissima Annunziata di Firenze di Domenico Cresti detto il Passignano
- Monumento sepolcrale di Cino Sinibuldi da Pistoia (1337) attribuito ad Agostino di Giovanni

La navata sinistra presenta:
- Monumento al cardinale Niccolò Forteguerri, commissionato ad Andrea del Verrocchio dal Consiglio Generale di Pistoia nel 1473. Dopo la morte del Verrocchio (1488), Lorenzo Lotti detto il Lorenzetto viene incaricato di terminare il monumento: egli scolpisce la statua della Carità. Successivamente, nel 1753, viene realizzata da Gaetano Masoni l'incorniciatura del monumento, la cassa con il busto del defunto e i due geni con le fiaccole rovesciate.
- Madonna delle Porrine, affresco di autore ignoto del XIV secolo
- Statua di papa Leone XI (al secolo Alessandro De' Medici, vescovo di Pistoia nel 1573), eseguita da autore ignoto nel 1618.
- Tomba del vescovo Federico Alamanni (1776), di autore ignoto.
- Martirio di san Bartolomeo, dipinto a olio di Matteo Bonechi.
- Crocifisso su tavola realizzato nel 1274 da Coppo di Marcovaldo e dal figlio Salerno. Ai lati sono rappresentati sei episodi della vita di Cristo (Cattura di Gesù, Cristo davanti ai sacerdoti, Flagellazione, Deposizione dalla croce, Deposizione di Gesù nel sepolcro, Le tre Marie al sepolcro) (opera mobile posta fra la navata centrale e la navata sinistra al 10 Agosto 2024).

### Presbiterio

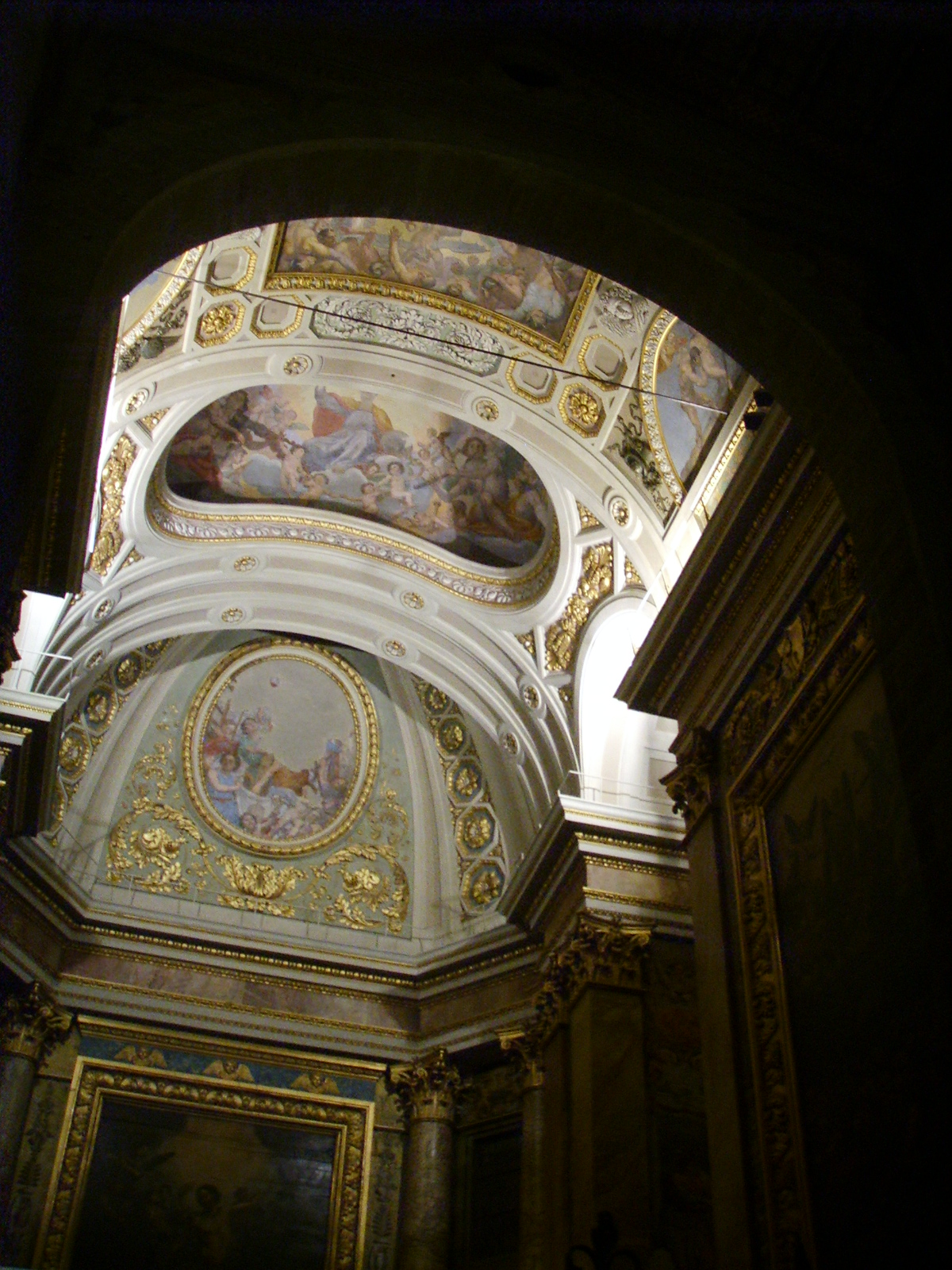
La volta del presbiterio

La volta del presbiterio, dietro l'altare maggiore, è decorata da affreschi di Domenico Cresti, detto il Passignano con il Padre Eterno in gloria, Caduta degli angeli ribelli, Caduta di Adamo e Annunciazione (1602).
Nell'abside è il dipinto di Cristofano Allori della Resurrezione (1606-1610), a fianco della quale sono due statue in argilla argentata di San Zeno e San Jacopo (1603) attribuite alla scuola del Giambologna. A destra dell'altare maggiore è il dipinto della Pentecoste (1602), di Gregorio Pagani; a sinistra vi è il dipinto di Benedetto Veli con l'Ascensione (1606).
A sinistra, su un pilastro della navata centrale è l'affresco della Madonna col Bambino di Salerno di Coppo (1275). Anche il padre Coppo aveva dipinto per la cattedrale una Maestà, ancora non rintracciata con sicurezza.
A destra vi è un candelabro in bronzo del 1442, opera di Maso di Bartolomeo. Sempre nel presbiterio, in corrispondenza della navata sinistra, vi è il cenotafio del vescovo Gherardo Gherardi (1703) di autore ignoto. In corrispondenza della navata destra si trova la tomba del vescovo Alessandro Del Caccia (1650) e il monumento sepolcrale del vescovo Leone Strozzi (1695), entrambe di autore ignoto.
Sulla navata centrale, a destra, pulpito realizzato su disegno di Giorgio Vasari (1560) e, vicino all'ingresso laterale destro, un'acquasantiera con i busti degli Apostoli Pietro, Paolo, Giovanni e Giacomo attribuita alla bottega di Nicola Pisano, che una volta faceva parte della Cappella di San Jacopo.

### Organi a canne
Ai due lati del presbiterio, sopra gli stalli lignei del coro del canonici e subito dietro l'altar maggiore, si trova l'organo a canne della cattedrale. Lo strumento, costruito dalla ditta Costamagna nel 1969, è a trasmissione elettropneumatica, dispone di 46 registri e ha tre manuali di 61 note ciascuna e una pedaliera di 32.
Nella cattedrale si trovava anche un organo costruito nel 1793 da Luigi e Benedetto Tronci a trasmissione integralmente meccanica. Lo strumento, che ha conservato il suo temperamento mesotonico di origine, ha una tastiera di 47 note con prima ottava scavezza e una pedaliera di 8, anch'essa scavezza, unita costantemente al manuale. Nel 2020 questo organo è stato donato al conservatorio Tartini di Trieste.

## Opere già in Cattedrale
- Coppo di Marcovaldo, Maestà,  che si trovava anticamente in duomo, lavoro invece di?